# Wilhelm Muthmann (Chemiker)

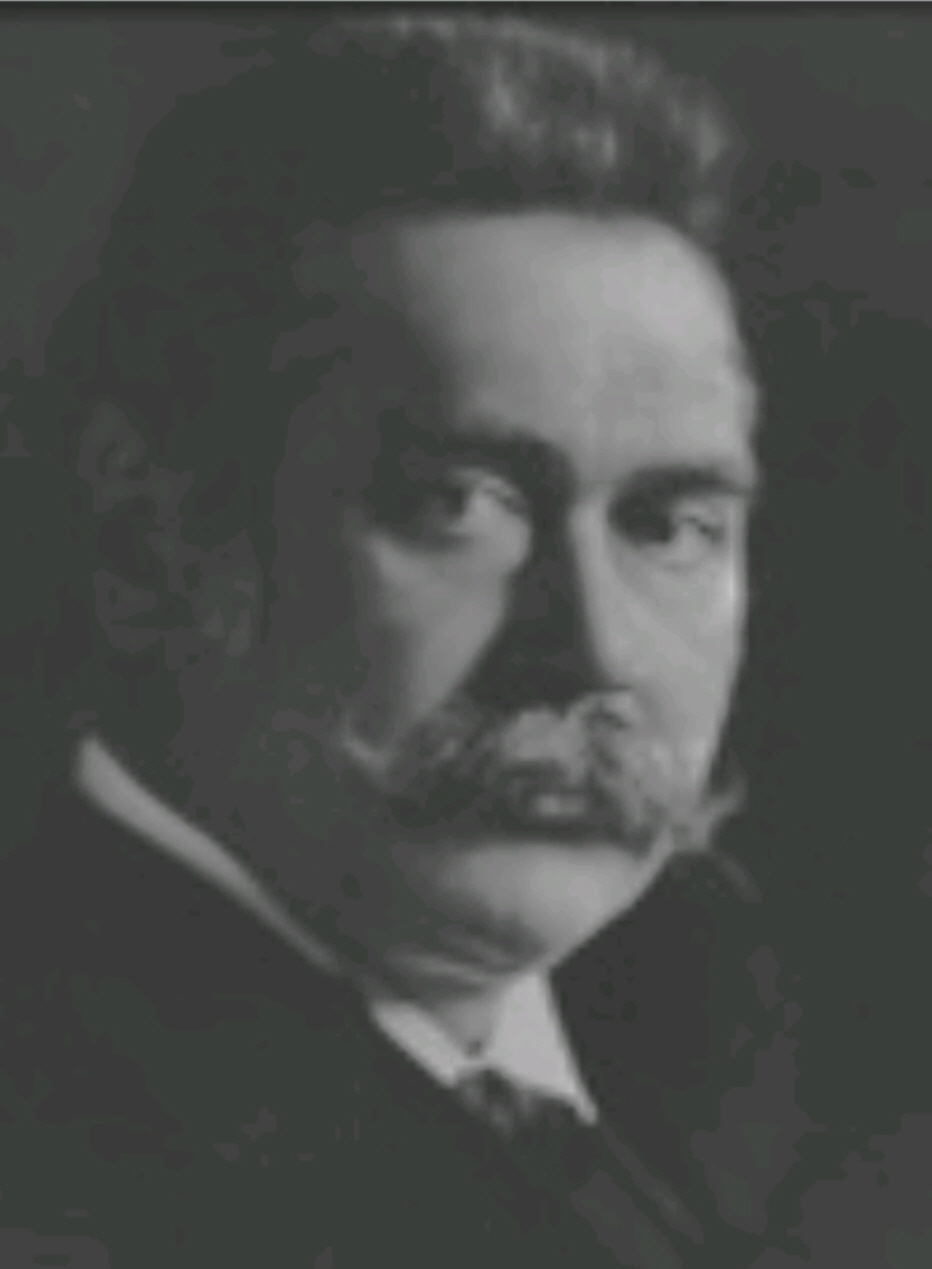
Wilhelm Muthmann

Wilhelm Muthmann (* 8. Februar 1861 in Elberfeld; † 3. August 1913 in München) war ein deutscher Chemiker und Hochschullehrer für Anorganische Chemie.

## Leben
Sein Vater war der Unternehmer Wilhelm Muthmann, Stadtverordneter in Elberfeld und ab 1895 Inhaber der C. Blumhardt Fahrzeugwerke in Vohwinkel.
Muthmann studierte Chemie an der Universität Leipzig, an der Friedrich-Wilhelms-Universität Berlin und an der Ruprecht-Karls-Universität Heidelberg bei Robert Bunsen. Er war ab 1884 am chemischen Staatslaboratorium in München tätig, an dem er 1886 bei Clemens Zimmermann (1856–1885) mit der Dissertation Über niedere Oxyde des Molybdäns promoviert wurde. Danach lehrte er kurzzeitig in Boston, bevor er 1888 wissenschaftlicher Assistent bei Paul Heinrich von Groth am Institut für Mineralogie der Ludwig-Maximilians-Universität München wurde, wo er sich 1894 habilitierte (Beiträge zur Volumtheorie der kristallisierten Körper). 1895 wurde er außerordentlicher Professor und 1899 ordentlicher Professor für anorganische und physikalische Chemie an der Technischen Hochschule München als Nachfolger von Wilhelm von Miller.
Er befasste sich insbesondere mit Metallen der Seltenen Erden (besonders Cerite), deren Reindarstellung, ihren Salzen, physikalischen und spektroskopischen Eigenschaften. Er hoffte auch dabei ein neues Element zu entdecken, war darin aber nicht erfolgreich.
Seine Arbeit von 1903 über Stickstoff-Oxidation im Lichtbogen war wichtig für die Entwicklung des Luftverbrennungsverfahrens der Salpetersäure-Synthese, die später von Kristian Birkeland mit dem Birkeland-Eyde-Verfahren ungesetzt wurde.
Muthmanns Flüssigkeit (1,1,2,2-Tetrabromethan) zur Trennung von Schwermineralien ist nach ihm benannt.
1903 wurde er außerordentliches und 1909 ordentliches Mitglied der Bayerischen Akademie der Wissenschaften.

## Ehrungen
- Ein 1911 von Ferruccio Zambonini erstbeschriebenes Mineral erhielt ihm zu Ehren den Namen Muthmannit.[4]